# Kanton Aubagne
Der Kanton Aubagne ist ein französischer Wahlkreis im Département Bouches-du-Rhône in der Region Provence-Alpes-Côte d’Azur. Er umfasst drei Gemeinden.
Der Kanton wurde im Zuge der französischen Kantonsneuordnung des Jahres 2015 neu gebildet aus den ehemaligen Kantonen Aubagne-Est und Aubagne-Ouest sowie der Gemeinde Roquevaire aus dem ehemaligen Kanton Roquevaire.

## Gemeinden
Der Kanton besteht aus drei Gemeinden mit insgesamt 63.165 Einwohnern (Stand: 1. Januar 2022) auf einer Gesamtfläche von 82,29 km²:
| Gemeinde              | Einwohner 1. Januar 2022 | Fläche km² | Dichte Einw./km² | Code INSEE | Postleitzahl |
| --------------------- | ------------------------ | ---------- | ---------------- | ---------- | ------------ |
| Aubagne               | 47.724                   | 54,90      | 869              | 13005      | 13400        |
| La Penne-sur-Huveaune | 6.618                    | 3,56       | 1.859            | 13070      | 13821        |
| Roquevaire            | 8.823                    | 23,83      | 370              | 13086      | 13360        |
| Kanton Aubagne        | 63.165                   | 82,29      | 768              | 1305       | –            |

## Politik
| Vertreter im Departementrat | Vertreter im Departementrat    | Vertreter im Departementrat |
| Amtszeit                    | Namen                          | Partei                      |
| --------------------------- | ------------------------------ | --------------------------- |
| 2015–                       | Sylvia Barthélémy Gérard Gazay | UD                          |